# Wachenzell
Wachenzell ist ein Ortsteil der Gemeinde Pollenfeld im Landkreis Eichstätt und hat 312 Einwohner (Stand: 1. Januar 2015). Bekannt ist das Dorf unter anderem für seinen einzigartigen Dolomit, auch Wachenzeller Dolomit genannt.

## Geographie

### Geographische Lage
Das Pfarrdorf Wachenzell befindet sich inmitten des Naturpark Altmühltal auf dem fränkischen Jura, auch genannt Fränkische Alb. Das Dorf liegt im nördlichsten Oberbayern, ca. 10 km von der Grenze zum Regierungsbezirk Mittelfranken entfernt. Der ehemalige römische Grenzwall Limes verläuft ca. 2 km nördlich von Wachenzell. Durch das Dorf führt die Deutsche Limes-Straße.

### Geologie

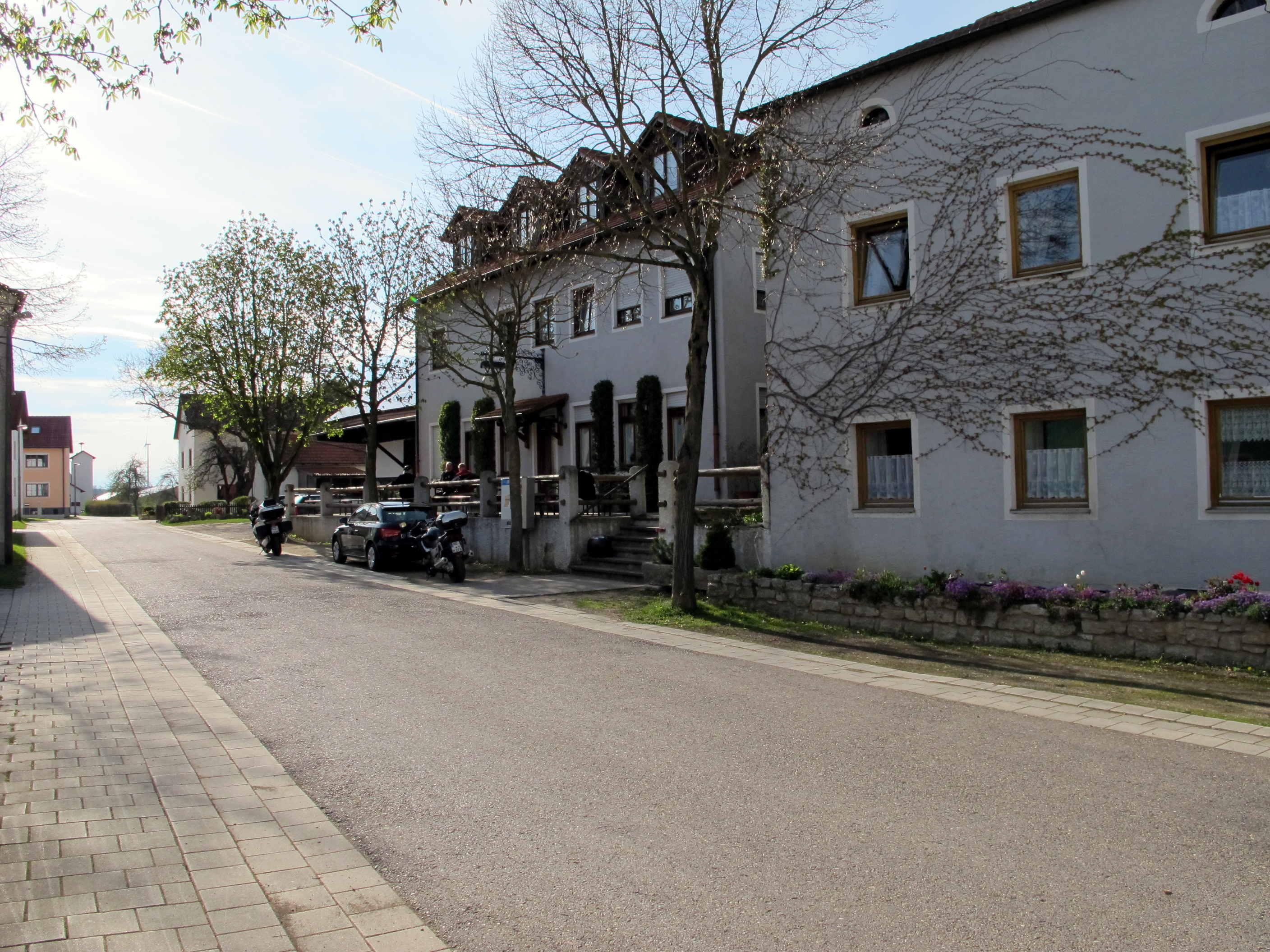
Straße in Wachenzell

Südwestlich von Wachenzell erhebt sich in einem Trockental das sogenannte Felsenlabyrinth, eine 24 Meter breite und 10 Meter hohe Felsenwand aus tafelbankigem Schwammkalk des Malm Delta. Dahinter liegt eine größere Doline. In unmittelbarer Nähe führt ein Karstschacht, der bei Niederschlägen als Wasserschluckloch dient, senkrecht nach unten (Bayerisches Geotop Nr. 176R011 „Ponordoline Wachenzell“).
Der frostbeständige Wachenzeller Dolomit ist ein weniggeschichtetes Gestein von rauem, zuckerkörnigen Gefüge, das bei Lichteinfall am rohen Stück ein Glitzern bewirkt (Unterscheidungsmerkmal gegenüber Jurakalk). Am polierten Stück macht sich eine schwache Wolkung bemerkbar. Gelegentlich hat er einzelne kleine Poren, aber kaum Adern. Die Blockgröße kann viele Kubikmeter umfassen. Verwendet wurde er unter anderem in folgenden Bauwerken:
- Museumszentrum Berlin-Dahlem
- Krempa-Haus in Frankfurt am Main
- Gymnasium Burglengenfeld
- Kirche Sankt Stephan in Mainz
- Berliner Feuerversicherung in München

## Geschichte

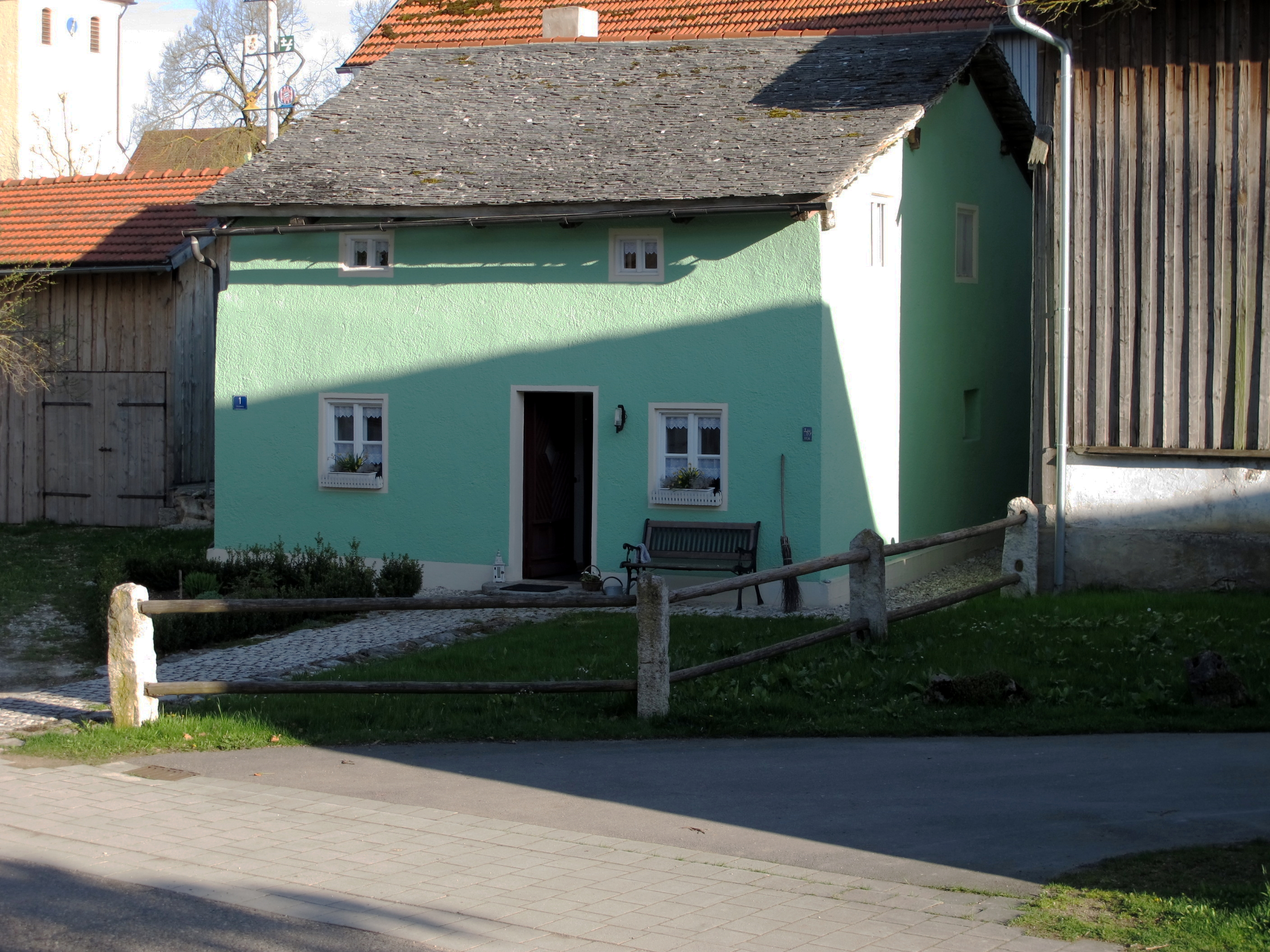
Jurahaus in Wachenzell

In der Nähe des Dorfes wurden vom Gymnasialprofessor Sebastian Englert 1896 Hügelgräber der Bronze- und Hallstattzeit gefunden und ergraben. Aus der Römerzeit stammen in der Flur Wachenzells die Fundamente zweier Limestürme.
Unter Bischof Gundekar II. (1057–1075) wurde in Wachenzell eine Kirche geweiht. 1129 bis 1387 ist ein Ortsadel, also Edelfreie, nachgewiesen; so ist in einer Urkunde 1137 von „Purchart de Wachencelle“ als Zeuge die Rede. 1179 bestätigte Papst Alexander III. dem Eichstätter Domkapitel seinen Wachenzeller Besitz (Kirche und Meierhof). In der Auseinandersetzung um die Hirschberger Erbschaft 1305 erhielt das Hochstift den Ort; 1306 bestätigte König Albrecht dem Bischof und dem Domkapitel das Dorfgerichtsrecht. Přemysl, Herzog von Böhmen und kaiserlicher Hofrichter in Prag, sprach 1377 Heinrich von Absberg, der auf der Burg Rumburg saß, den Besitz von Wachenzell und anderen Dörfern samt Rechten zu. Auf Einlassung Eichstätts erklärte König Wenzel zwei Jahre später die Ansprüche des Absbergers als unbegründet, so dass das Domkapitel wieder Besitz und Rechte innehatte. 1413 kaufte der Eichstätter Bischof Friedrich IV. von Johann von Heideck auf Brunneck dessen Besitz in Wachenzell, darunter das „Schloß“, von dem keine Spuren mehr vorhanden sind.
1724 wurde in einer Urkunde erstmals die Schule in Wachenzell erwähnt. Der Schulmeister war zugleich Schmied und Mesner. 1903 errichtete man ein Schulgebäude. Ein Umbau der Schule erfolgte 1928. 1969 wurde der Schulsprengel aufgelöst und der Volksschule Pollenfeld zugeteilt. In der ehemaligen Schule in Gemeindebesitz können die örtlichen Vereinen und Gruppierungen Veranstaltungen abhalten.
Nach der Säkularisation wurde Wachenzell 1806 dem königlich bayerischen Landgericht Eichstätt einverleibt. Seit 1820 war Wachenzell eine eigenständige Gemeinde mit einem Gemeindevorsteher. 1850 entstand in Wachenzell eine Waschhütte für das hier im Gebiet des „Eisengrübls“ gefundene Eisenerz für das Obereichstätter Hüttenwerk. Der Wachenzeller Dolomitsteinbruch, seit 1937 der Kelheimer Natursteinwerk GmbH gehörend, beschäftigte 1939 noch über 100 Arbeitskräfte, hauptsächlich italienische Steinmetzen; 1984 betrug die Zahl der Beschäftigten nur noch sechs. Am 1. Januar 1972 kam im Zuge der Gebietsreform Wachenzell zur neuen Einheitsgemeinde Pollenfeld. Zu diesem Zeitpunkt existierten in dem Dorf mit seinen 268 Einwohnern zehn landwirtschaftliche Vollerwerbs- und 25 Nebenerwerbsbetriebe. 1984 betrug die Einwohnerzahl 288.
Ab 1986/87 wurde die Flurbereinigung (Schlussfestsetzung: 1998) durchgeführt; zu diesem Zeitpunkt hatte das Dorf elf Vollerwerbs-, einen Zuerwerbs- und 14 Nebenerwerbslandwirte. Weiter befanden sich im Ort drei Handwerksbetriebe, zwei Gastwirtschaften, eine Raiffeisenbank mit Lagerhaus und ein Einkaufsladen. Bei der Flurbereinigung wurde der denkmalgeschützte, mit einem Kalkplattendach gedeckte Pfarrhof von 1724 erneuert.

## Religion

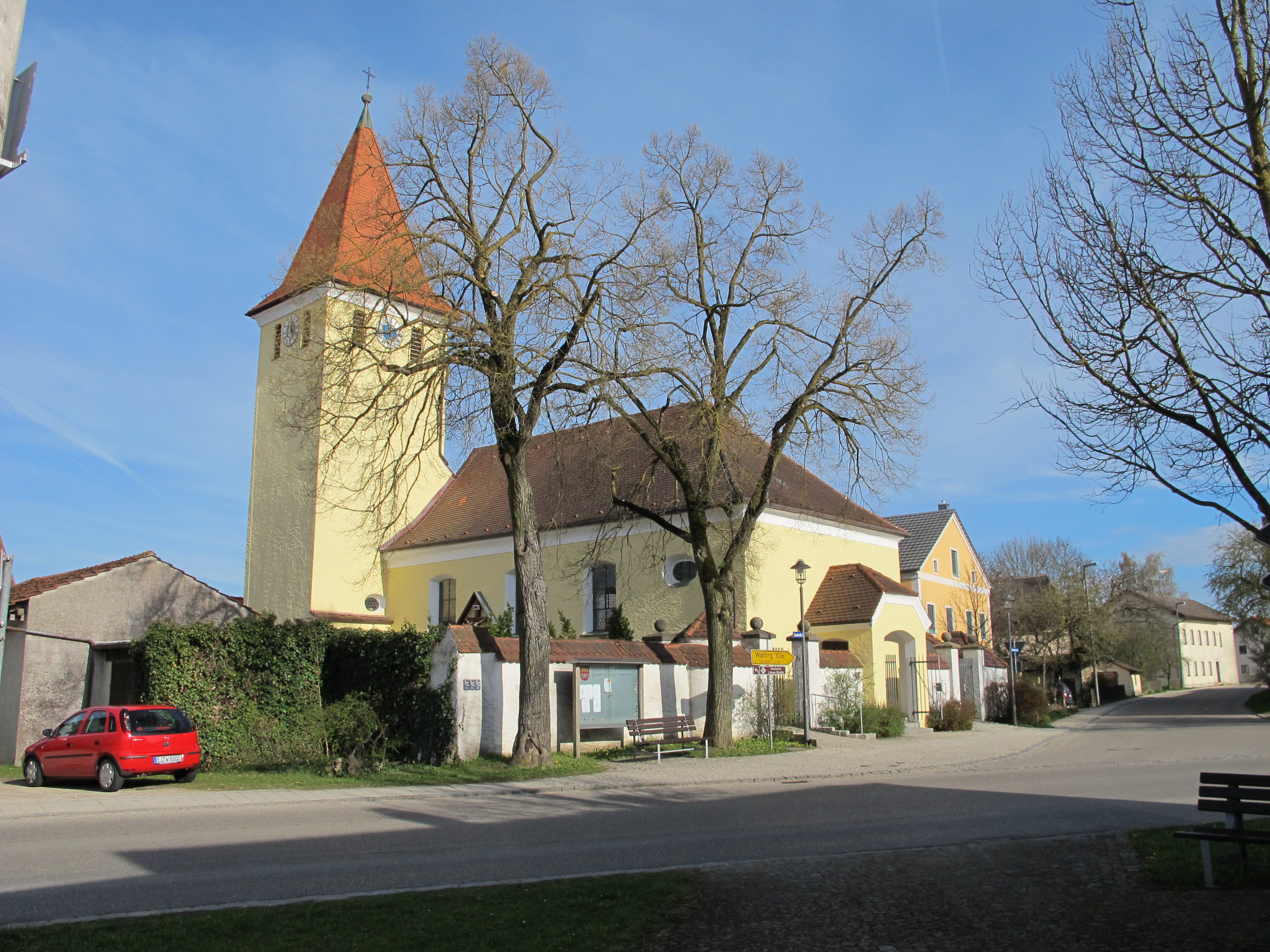
Pfarrkirche in Wachenzell

Die Pfarrkirche St. Johannes der Täufer ist ein barocker Neubau von 1764/65 durch Giovanni Domenico Barbieri, der während des Baus starb; die Konsekration erfolgte 1765. Das Turm-Untergeschoss mit dem Chor ist in der Substanz romanisch (12./13. Jahrhundert), das Obergeschoss wird aus dem Anfang des 17. Jahrhunderts stammen. An der nördlichen Außenwand sind Grabsteine früherer Pfarrer eingelassen, darunter einer aus der Werkstatt von Loy Hering. 1921 wurde das Langhaus nach Westen verlängert, 1965 der Turm erneuert. Das Kirchweihfest wird gegen Ende Oktober gefeiert.
Im Innern stehen drei barocke Altäre von 1650. Das Hochaltarbild „Taufe Christi“ stammt von Johann Christoph Wink (1770). Die Stuckkanzel ist von 1765; deren Evangelienbilder wurden Anfang des 20. Jahrhunderts gemalt. Unter der Empore hängt ein Ölbild von 1710 (1766 renoviert), die drei Jungfrauen „Kunigundis, Adelhait und Gündhildis“ zeigend. Der Kreuzweg wurde 1768 gestiftet, gemalt hat ihn Willibald Wunderer.
1924 starb der Wachenzeller Pfarrer Joseph Seitz, der maßgeblich an der Gründung des Caritasverbandes Eichstätt beteiligt war. Er ist auf dem Wachenzeller Friedhof bestattet.
Die Pfarrei Wachenzell umfasste 2003 in Wachenzell 298 Katholiken und in Sornhüll mit der Kirche St. Margareta 151 Katholiken. In Wachenzell befanden sich 19, in Sornhüll 6 Nichtkatholiken. Die dem Dekanat Eichstätt im Bistum Eichstätt angehörende Pfarrei wird vom Pfarrer von Pollenfeld seelsorgerlich betreut. Die Protestanten Wachenzells gehören zur Evangelisch-lutherischen Kirchengemeinde Eichstätts.

## Persönlichkeiten
- Rupert Stadler (* 1963), ehemaliger Vorstandsvorsitzender der Audi AG, wuchs in Wachenzell auf